# Galipovac
Galipovac je jezero u Imotskoj krajini, smješteno uz najsjeverniju točku Imotskog polja. Najveće je od Lokvičićkih jezera. Dimenzije jezera su otprilike 170 x 115 m dok dubina, ovisno o godišnjem dobu i
priljevu vode, varira između 60 i 80 m.
Dno jezera je muljevito, a voda je relativno bistra, osim u vrijeme pojačanog dotoka. Uz jezero su uređeni vidikovci i odmorišta.

## Zanimljivosti
- Prvi profesionalni zaron u Galipovac obavljen tek 9. listopada 2009.[2]